# Melissa McCarthy
Melissa Ann McCarthy (Plainfield, 26 de agosto de 1970) é uma atriz, comediante, escritora, produtora e empresária americana. É conhecida pela sua atuação como Sookie St. James na aclamada série Gilmore Girls, que estrelou de 2000 a 2007. Estrelou como Molly Flynn o seriado Mike & Molly, pelo qual ganhou o Emmy de melhor atriz numa série de comédia em 2011. Em 2012, foi indicada ao Oscar de melhor atriz coadjuvante, por sua atuação no filme Bridesmaids. Suas aparições como apresentadora no programa Saturday Night Live (2011–2017), a levou a vitória de mais um Emmy em 2017.
McCarthy estrelou várias comédias de sucesso no cinema, incluindo Identity Thief (2013), The Heat (2013), Tammy (2014), St. Vincent (2014), Spy (2015), The Boss e Ghostbusters (2016), e Life of the Party (2018). Em 2019, recebeu sua segunda indicação ao Oscar, dessa vez, na categoria de Melhor Atriz, por seu desempenho no filme Can You Ever Forgive Me?.
Em 2015, recebeu uma estrela na Calçada da Fama. Em 2016, ela foi nomeada pela revista Time como uma das 100 pessoas mais influentes do mundo, e apareceu várias vezes no ranking anual das atrizes mais bem pagas do mundo. Em 2020, o The New York Times a classificou em 22º lugar em sua lista dos 25 maiores atores do século 21.

## Biografia
Melissa nasceu em Plainfield, Illinois. É filha de Sandra e Michael McCarthy, sendo prima da modelo e atriz Jenny McCarthy. Melissa foi criada como católica e passou toda sua infância em uma fazenda no interior do estado de Illinois.
Sua carreira começou com comédia stand-up em Los Angeles e, mais tarde, em Nova York. McCarthy é ex-aluna do The Groundlings, uma trupe de improvisação e comédia de esquetes com sede em Los Angeles, Califórnia.  Ela também se apresentou na cidade de Nova York como drag queen sob o apelido de Miss Y.

## Carreira
Sua primeira aparição na televisão foi na série de comédia Jenny da NBC, atuando ao lado de sua prima Jenny McCarthy. No cinema ela fez sua estreia no filme Go, mais tarde atuou em filmes como, Drowning Mona, Disney's The Kid e Charlie's Angels.

Em 2000, McCarthy conseguiu o papel de Sookie St. James, a melhor amiga e parceira de negócios da protagonista Lorelai Gilmore, na série Gilmore Girls da The WB, que terminou em 2007. No mesmo ano, participou dos filmes Knocked Up e The Nines, e foi escalada para a série de comédia Samantha Who?, interpretando Dena Stevens, uma amiga de infância da Samantha, e também fez uma participação em um episódio da série médica Private Practice. 

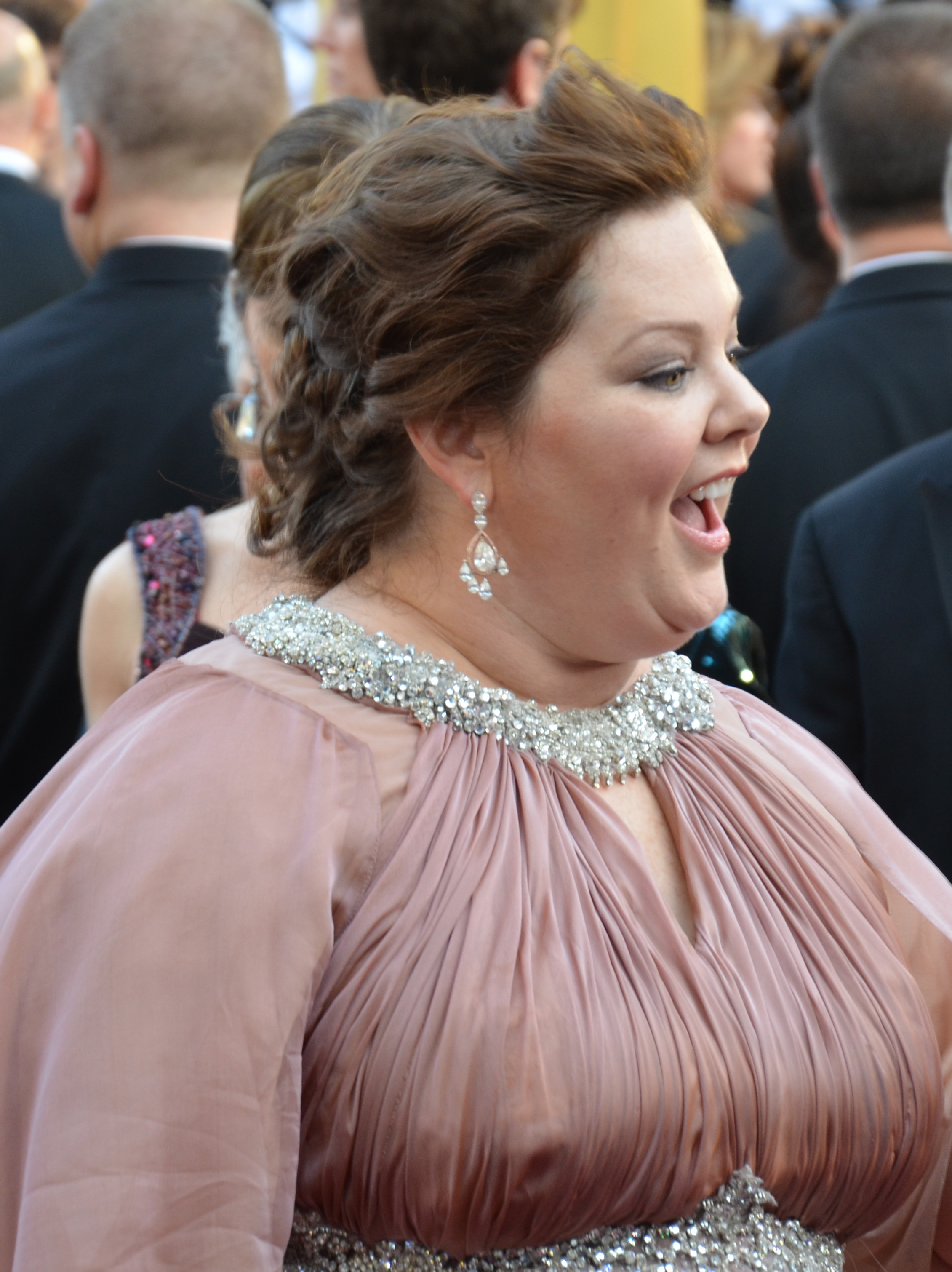
Melissa McCarthy no Oscar 2012

Em 2010, McCarthy desempenhou papéis coadjuvantes nos filmes The Back-up Plan e Life as We Know It. No mesmo ano, foi escalada para viver Molly Flynn na sitcom Mike & Molly, pela qual ganhou o Emmy de melhor atriz numa série de comédia. Em 2011, viu um novo auge em sua carreira, quando atuou na comédia Bridesmaids, onde foi aclamada pela crítica por sua atuação, e recebeu sua primeira indicação ao Oscar de melhor atriz coadjuvante. McCarthy também apresentou cinco vezes o programa de comédia Saturday Night Live, de 2011 a 2017, e foi indicada nas cinco ocasiões ao Emmy de melhor atriz convidada de série de comédia, vencendo uma em 2017.
Em 2012, ela foi convidada a ingressar na Academia de Artes e Ciências Cinematográficas, e participou dos filmes This Is 40 e The Hangover Part III. Em 2013, estrelou a comédia Identity Thief, ao lado do ator Jason Bateman. O filme ocupou o 1º lugar nas bilheterias, e arrecadou mais de 170 milhões de dólares em todo o mundo. Mais tarde, estrelou a comédia The Heat, ao lado da atriz Sandra Bullock. O longa se tornou um dos maiores sucessos de bilheteria daquele ano, faturando 229 milhões do dólares em todo mundo. Sandra e Melissa foram bastante elogiada pela critica especializada.

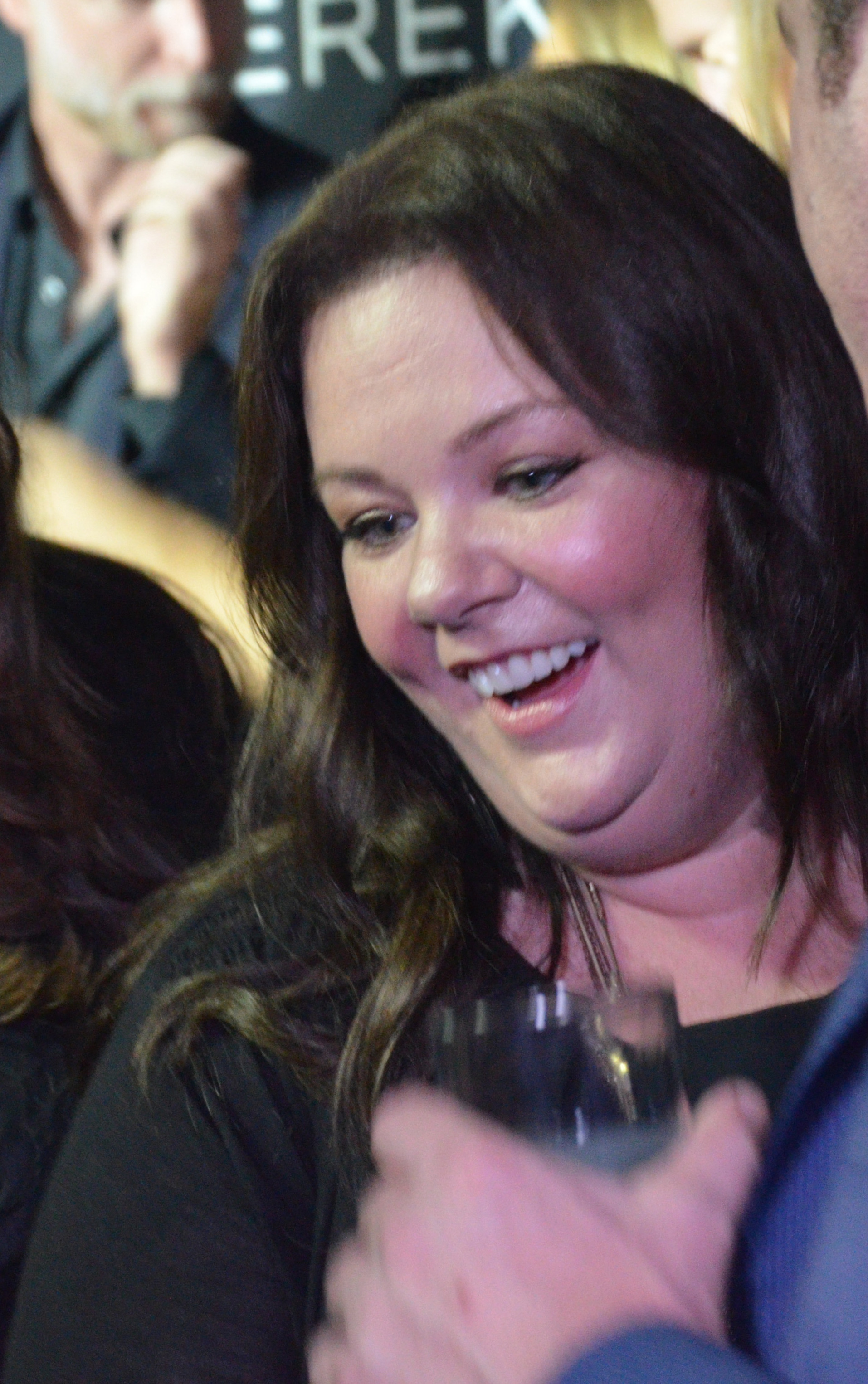
Melissa em 2012

Em 2013, McCarthy fundou a produtora On the Day Productions com seu marido Ben Falcone. O primeiro projeto da produtora foi o longa Tammy, onde McCarthy estrelou, escreveu e produziu. O filme lançado em 2014, ainda contou com um elenco de peso, tendo Susan Sarandon, Kathy Bates, Dan Aykroyd, Allison Janney e Toni Collette. Embora tenha sido um sucesso de bilheteria, arrecadando mais de 100 milhões de dólares, com um orçamento de 20 milhões, recebeu críticas negativas, e McCarthy foi indicada ao Framboesa de Ouro de Pior Atriz. Ainda em 2014, McCarthy atuou comédia dramática St. Vincent, ao lado do ator Bill Murray. O longa recebeu críticas positivas, e ela recebeu uma indicação de Melhor Atriz em Filme de Comédia, no Critics' Choice Awards de 2015.
Em maio de 2015, McCarthy recebeu uma estrela na Calçada da Fama. Em agosto, a revista Forbes a classificou como a terceira atriz mais bem paga de 2015, com ganhos de 23 milhões de dólares. Também em 2015, McCarthy estrelou a comédia de espionagem Spy. O filme foi um sucesso comercial, arrecadando 235 milhões de dólares em todo o mundo. O desempenho de McCarthy foi novamente elogiado pela crítica, e lhe rendeu uma indicação ao Globo de Ouro de Melhor Atriz em Filme - Musical ou Comédia.
Em 2016, McCarthy anunciou que faria uma participação no revival da série, Gilmore Girls: A Year in the Life, na Netflix.  A série foi lançada em 25 de novembro de 2016, e ela faz uma pequena aparição em um de seus quatro episódios. No mesmo ano, McCarthy estrelou a comédia The Boss, ao lado de Kristen Bell, e embora tenha recebido críticas negativas, teve um bom desempenho nas bilheterias. Ainda em 2016, ela interpretou uma cientista no reboot feminino de Ghostbusters, que recebeu criticas positivas, mas foi um fracasso de bilheteria.
 

McCarthy estrelou e produziu outro filme de comédia dirigido por seu marido Ben Falcone, Life of the Party. O filme foi lançado em 11 de maio de 2018, e recebeu críticas mistas, mas garantiu uma boa bilheteria. Ela também estrelou The Happytime Murders, um filme de comédia policial com fantoches, lançado em 24 de agosto. O longa recebeu críticas negativas, e foi um fracasso nas bilheterias. 

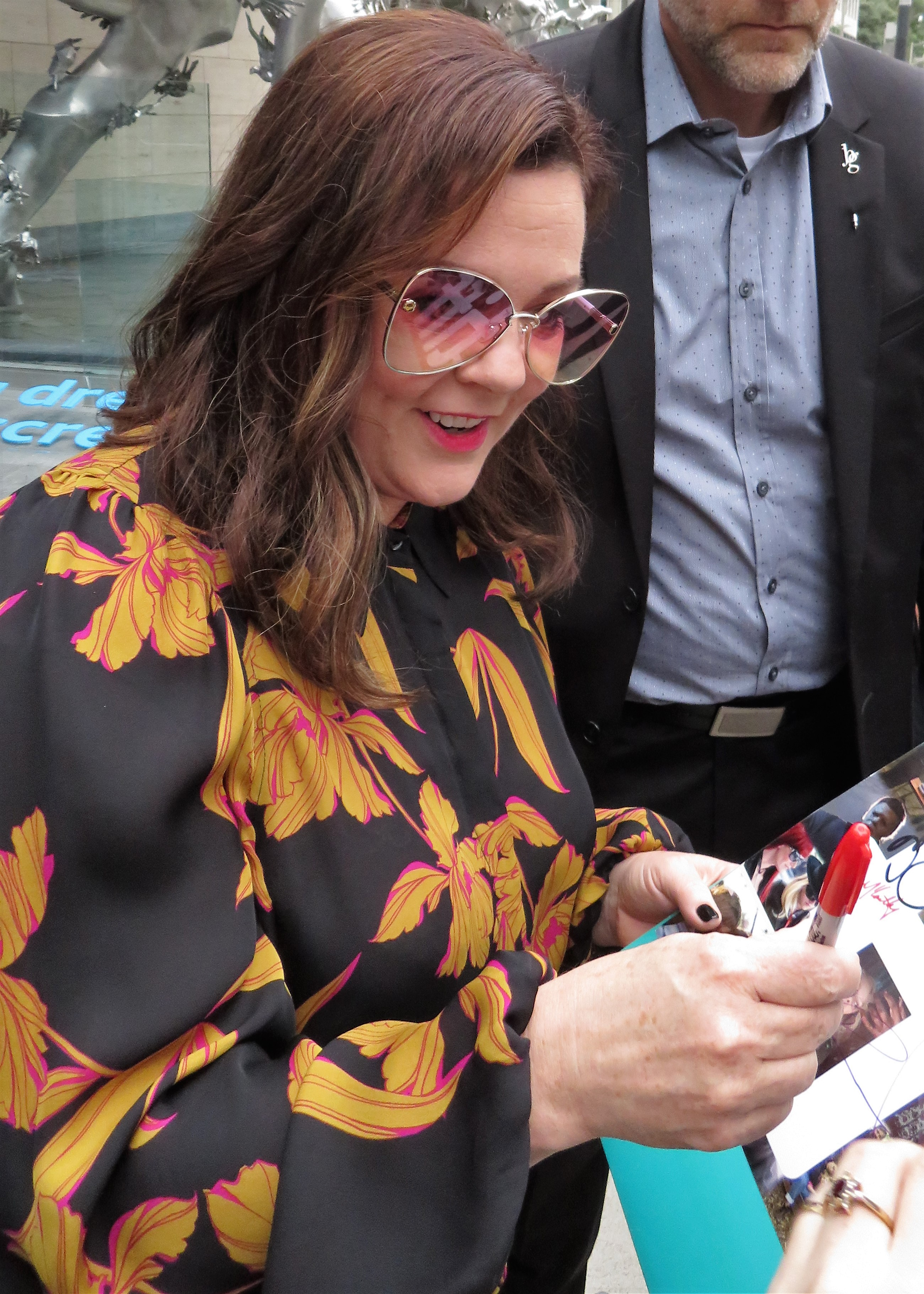
McCarthy em um evento para Can You Ever Forgive Me?, em 2018

Ainda em 2018, McCarthy estrelou o filme Can You Ever Forgive Me?, que foi baseado no livro de memórias confessionais de mesmo nome, escrito por Lee Israel. No filme, Melissa interpreta Israel, e a história segue suas tentativas de revitalizar sua fracassada carreira de escritora, falsificando obras de autores e dramaturgos falecidos. McCarthy foi elogiada por seu desempenho, e em 2019, recebeu sua segunda Indicação ao Oscar, dessa vez, na categoria de Melhor Atriz. Ela também recebeu indicações  ao Globo de Ouro, Critics' Choice, Screen Actors Guild Awards e BAFTA Awards.
Em 2019, McCarthy desempenhou o papel principal no filme policial The Kitchen, ao lado de Tiffany Haddish e Elisabeth Moss. No longa, as três interpretam esposas de mafiosos irlandeses-americanos no final dos anos 1970, que assumem as operações do crime organizado em Hell's Kitchen, em Nova York, depois que o FBI prende seus maridos.
Em 2020, ela retorna as comédias com o papel principal no longa Superintelligence, lançado pela HBO Max. No mesmo, durante uma entrevista ao The Ellen DeGeneres Show, ela confirma sua presença no elenco do live-action da Disney, de A Pequena Sereia, interpretando a vilã Úrsula.
Em 2021, ela estrela o filme de comédia de super-heróis Thunder Force, ao lado da atriz Octavia Spencer, e a comédia dramática The Starling, ambos lançados na Netflix. No mesmo ano, ela produz e estrela ao lado da atriz Nicole Kidman, a minissérie dramática de suspense, Nine Perfect Strangers, lançada no Hulu. Por sua atuação, ela recebeu uma indicação ao Critics' Choice Television Award de Melhor Atriz Coadjuvante em Filme/Minissérie. Em 2022, ela estrela, ao lado seu marido Ben, a série de comédia apocalíptica da Netflix, God's Favorite Idiot.
O filme Pequena Sereia, foi lançado em 8 de maio de 2023, com McCarthy como Úrsula e recebeu críticas mistas dos críticos, e teve um bom desempenho nas bilheterias. No mesmo, ela estrela a comédia natalina Genie, lançada pelo Peacock. Em 2024, McCarthy estrelou ao lado do comediante Jerry Seinfeld, o filme de comédia da Netflix Unfrosted.

## Vida pessoal
Melissa McCarthy é casada com o também ator Ben Falcone, desde 2005. É mãe de duas filhas: Vivian, que nasceu em 2007; e Georgette, nascida em 2010. Melissa e Ben são donos da produtora On the Day Productions, sob a qual colaboraram em vários filmes. Em 2015, ela lançou sua própria linha de roupas para mulheres plus size, chamada "Melissa McCarthy Seven7".

## Filmografia

### Filmes
| Ano  | Filme                           | Papel                     | Notas |
| ---- | ------------------------------- | ------------------------- | --- |
| 1998 | God                             | Margaret                  | Curta-metragem |
| 1998 | Go                              | Sandra                    | |
| 2000 | Charlie's Angels                | Doris                     | |
| 2000 | Drowning Mona                   | Shirley                   | |
| 2000 | Auto Motives                    | Tonnie                    | Curta-metragem |
| 2000 | The Kid                         | Garçonete do Skyway Diner | |
| 2002 | Pumpkin                         | Cici Pinkus               | |
| 2002 | The Third Wheel                 | Marilyn                   | |
| 2002 | White Oleander                  | Paramédica                | |
| 2003 | The Life of David Gale          | Nico, a garota gótica     | |
| 2003 | Chicken Party                   | Tot Wagner                | |
| 2003 | Charlie's Angels: Full Throttle | Mulher na cena do crime   | |
| 2007 | Cook Off!                       | Amber Strang              | |
| 2007 | The Nines                       | Margaret / Melissa / Mary | |
| 2008 | Just Add Water                  | Selma                     | |
| 2008 | Pretty Ugly People              | Becky                     | |
| 2010 | The Back-up Plan                | Carol                     | |
| 2010 | Life as We Know It              | DeeDee                    | |
| 2011 | Bridesmaids                     | Megan                     | Indicações Oscar de melhor atriz coadjuvante BAFTA de melhor atriz coadjuvante Critics' Choice Movie Award de melhor atriz coadjuvante Critics' Choice Movie Award de Melhor Elenco SAG Award de melhor atriz coadjuvante SAG Award de Melhor Elenco em Cinema |
| 2012 | This Is 40                      | Catherine                 | |
| 2013 | Identity Thief                  | Diana / Dawn Budgie       | |
| 2013 | The Hangover Part III           | Cassy                     | |
| 2013 | The Heat                        | Det. Shannon Mullins      | |
| 2014 | Tammy                           | Tammy Banks               | Também Roteirista e Produtora |
| 2014 | St. Vincent                     | Maggie Bronstein          | |
| 2015 | Spy                             | Susan Cooper              | Indicações Globo de Ouro de melhor atriz em comédia ou musical |
| 2016 | The Boss                        | Michelle Darnell          | Também Roteirista e Produtora |
| 2016 | Central Intelligence            | Darla McGuckian           | Participação |
| 2016 | Ghostbusters                    | Dr. Abigail "Abby" Yates  | |
| 2018 | Life of the Party               | Deanna Miles              | Também Roteirista e Produtora |
| 2018 | The Happytime Murders           | Det. Connie Edwards       | Também Produtora |
| 2018 | Can You Ever Forgive Me?        | Leonore "Lee" Israel      | Indicações Oscar de Melhor Atriz Principal BAFTA de Melhor Atriz SAG Award de Melhor Atriz Principal Chicago Film Critics Association Award de Melhor Atriz Detroit Film Critics Society Award de Melhor Atriz Critics' Choice Movie Award de Melhor Atriz Globo de Ouro de Melhor Atriz - Drama Satellite Award de Melhor Atriz - Drama Washington D.C. Film Critics Association de Melhor Atriz |
| 2019 | The Kitchen                     | Kathy Brennan             | |
| 2020 | Superintelligence               | Carol Peters              | Também Produtora |
| 2021 | Thunder Force                   | Lydia                     | Também Produtora |
| 2021 | The Starling                    | Lilly Maynard             | |
| 2022 | Thor: Love and Thunder          | Hela atriz                | Participação |
| 2023 | A Pequena Sereia                | Ursula                    | |
| 2023 | Genie                           | Flora                     | Também Produtora Executiva |
| 2024 | Unfrosted                       | Donna Stankowski          | |

### Televisão
| Ano       | Título                            | Papel                          | Notas                                         |
| --------- | --------------------------------- | ------------------------------ | --------------------------------------------- |
| 1997      | Jenny                             | Melissa                        | Episódio: "1.5"                               |
| 2000      | D.C.                              | Molly                          | 2 episódios                                   |
| 2000-2007 | Gilmore Girls                     | Sookie St. James               | 153 episódios                                 |
| 2002–2005 | Kim Possible                      | Amy Hart / DNAmy (voz)         | 3 episódios                                   |
| 2004      | Curb Your Enthusiasm              | Vendedora                      | 1 episódio                                    |
| 2007-2009 | Samantha Who?                     | Dena                           | 35 episódios                                  |
| 2009      | Rita Rocks                        | Mindy Boone                    | 5 episódios                                   |
| 2010      | Private Practice                  | Lynn McDonald                  | Episódio: "Best Laid Plans"                   |
| 2010-2016 | Mike & Molly                      | Molly Flynn                    | 127 episódios                                 |
| 2011-2017 | Saturday Night Live               | Ela mesma / Vários personagens | 9 episódios                                   |
| 2012      | Os Pinguins de Madagascar         | Shelley, a avestruz            | 1 episódio                                    |
| 2016      | Gilmore Girls: A Year in the Life | Sookie St. James               | Episódio: "Fall"                              |
| 2017–2018 | Nobodies                          | Ela mesma                      | 8 episódios; Também produtora executiva       |
| 2021      | Nine Perfect Strangers            | Frances Welty                  | Produtora executiva                           |
| 2022      | Os Simpsons                       | Calvin (voz)                   | Episódio: "Step Brother from the Same Planet" |
| 2022      | God's Favorite Idiot              | Amily Luck                     | 8 episódios; Também produtora executiva       |
| 2024      | RuPaul's Drag Race                | Ela mesma                      | Episódio: "The Sound of Rusic"                |
| 2024      | Only Murders in the Building      | -                              | 4ª temporada                                  |

## Prêmios e indicações

#### Oscar
| Ano  | Categoria                | Indicação                | Resultado |
| ---- | ------------------------ | ------------------------ | --------- |
| 2012 | Melhor Atriz Coadjuvante | Bridesmaids              | Indicado  |
| 2019 | Melhor Atriz             | Can You Ever Forgive Me? | Indicado  |

#### Emmy Awards
| Ano  | Categoria                                  | Indicação           | Resultado |
| ---- | ------------------------------------------ | ------------------- | --------- |
| 2011 | Melhor Atriz em Série de Comédia           | Mike & Molly        | Venceu    |
| 2012 | Melhor Atriz em Série de Comédia           | Mike & Molly        | Indicado  |
| 2012 | Melhor Atriz Convidada em Série de Comédia | Saturday Night Live | Indicado  |
| 2013 | Melhor Atriz Convidada em Série de Comédia | Saturday Night Live | Indicado  |
| 2014 | Melhor Atriz Convidada em Série de Comédia | Saturday Night Live | Indicado  |
| 2014 | Melhor Atriz em Série de Comédia           | Mike & Molly        | Indicado  |
| 2017 | Melhor Atriz Convidada em Série de Comédia | Saturday Night Live | Venceu    |

#### Globo de Ouro
| Ano  | Categoria                                   | Indicação                | Resultado |
| ---- | ------------------------------------------- | ------------------------ | --------- |
| 2016 | Melhor Atriz em Filme de Comédia ou Musical | Spy                      | Indicado  |
| 2019 | Melhor Atriz em Filme Dramático             | Can You Ever Forgive Me? | Indicado  |

#### SAG Awards
| Ano  | Categoria                | Indicação                | Resultado |
| ---- | ------------------------ | ------------------------ | --------- |
| 2012 | Melhor Atriz Coadjuvante | Bridesmaids              | Indicado  |
| 2012 | Melhor Elenco em Cinema  | Bridesmaids              | Indicado  |
| 2019 | Melhor Atriz Principal   | Can You Ever Forgive Me? | Indicado  |

#### BAFTA
| Ano  | Categoria                | Indicação                | Resultado |
| ---- | ------------------------ | ------------------------ | --------- |
| 2012 | Melhor Atriz Coadjuvante | Bridesmaids              | Indicado  |
| 2019 | Melhor Atriz             | Can You Ever Forgive Me? | Indicado  |